# HD 107148 b
HD 107148 b는 최소 질량이 토성의 약 70 퍼센트 수준인 외계 행성이다. 토성과는 달리 이 행성은 어머니 항성에 매우 가까이 붙어 있다(0.269 천문단위). 그러나 궤도는 비교적 원에 가까워, 토성 이심률과 거의 비슷한 궤도 모양을 보인다.

## 같이 보기
- HD 108147 b

## 참고 문헌
- (영어) Butler 연구진 (2006). “Catalog of Nearby Exoplanets”. 《The Astrophysical Journal》 646 (1): 505–522. doi:10.1086/504701. 2019년 12월 7일에 원본 문서에서 보존된 문서. 2009년 6월 21일에 확인함.